# Mack 10
Dedrick Rolison (født 9. august 1971 i Inglewood i Californien i USA) er en amerikansk gangsta rapper og skuespiller mest kendt under sit kunstnernavn Mack 10. Han var medlem af hardcore rap trioen kendt som Westside Connection, sammen med Ice Cube og WC. Dette ledte til at han også blev indblandet i Ice Cubes fejde med Cypress Hill. Han har solgt mere end 2.4 millioner album som soloartist.
Rolison giftede sig med Tionne "T-Boz" Watkins, fra R&B trioen TLC i 2000. Sammen har de datteren Chase Rolison, født den 20 oktober 2000. I 2004 ansøgte T-Boz om skilsmisse samt besøgsforbud mod Rolison.
Rolison driver også pladeselskabet Hoo-Bangin' Records. 
Han er også en figur man kan vælge at spille som og imod i kampspillet Def Jam: Fight for NY fra 2004.

## Diskografi
- 1995: Mack 10
- 1997: Based on a True Story
- 1998: Recipe
- 1999: Mack 10 Presents The Hoo Bangin' Mix Tape Vol. 1
- 2000: The Paper Route
- 2001: Bang Or Ball
- 2002: Mack 10 Presents Da Hood
- 2003: Ghetto, Gutter and Gangster
- 2005: Hustla's Handbook
- 2009: Soft White

## Filmografi
- Apocalypse and the Beauty Queen (2005) som D.K.
- Halloween House Party (2005)
- Cutthroat Alley (2003) som Brian Stokes
- Random Acts of Violence (2002) som Lynch
- Thicker Than Water (1999) som DJ
- I'm Bout It (1997)